# رينيه أرنولد فاليرو
رينيه أرنولد فاليرو (بالإنجليزية: René Arnold Valero)‏ هو كاهن كاثوليكي أمريكي، ولد في 15 أغسطس 1930 في مانهاتن في الولايات المتحدة، وتوفي في 10 مارس 2019.